# Chlorobyrrhulus albertanus
Chlorobyrrhulus albertanus là một loài bọ cánh cứng trong họ Byrrhidae. Loài này được Brown miêu tả khoa học năm 1932.